# Niechlów
Niechlów (in tedesco Nechlau) è un comune rurale polacco del distretto di Góra, nel voivodato della Bassa Slesia.
Ricopre una superficie di 151,98 km² e nel 2006 contava 5 140 abitanti.

## Geografia antropica

### Frazioni
Il territorio comunale comprende le seguenti frazioni rurali o sołectwo: Bartodzieje, Bełcz Wielki, Bogucin, Głobice, Karów, Klimontów, Łękanów, Lipowiec, Masełkowice, Miechów, Naratów, Niechlów, Siciny, Świerczów, Szaszorowice, Tarpno, Wągroda, Wioska, Wroniniec, Wronów, Żabin e Żuchlów.